# ヘドネスフォード・タウンFC
ヘドネスフォード・タウン・フットボールクラブ（Hednesford Town Football Club）は、イングランド・スタッフォードシャー・ヘドネスフォードを本拠地とするサッカークラブチームである。サザンフットボールリーグ・プレミアセントラル（7部相当）に所属。
Hednesford (/ˈhensfəd/ or /ˈhenzfəd/) は Wednesday (/ˈwenzdeɪ/) と同じく、 d を発音しない。 「ヘドネスフォード」は誤り。

## タイトル

### 国内タイトル
- FAトロフィー:1回

2003-2004
- サウザンリーグ・プレミアディヴィジョン:1回

1994-1995
- サウザンリーグカップ:1回

2010-2011
- サウザンリーグ・チャンピオンシップトロフィー:1回

1995
- バーミンガム・シニアカップ:2回

1935-1936,2008-2009
- スタッフォードシャー・シニアカップ:3回

1897-1898,1969-1970,1973-1974

### 国際タイトル
- なし

### 過去のリーグ順位
- 2004-2005

Northern Premier League Premier Division 4位 昇格
- 2005-2006

Conference North 22位 降格
- 2006-2007

Northern Premier League Premier Division 7位
- 2007-2008

Northern Premier League Premier Division 8位
- 2008-2009

Northern Premier League Premier Division 8位
- 2009-2010

Southern League Premier Division 4位
- 2010-2011

Southern League Premier Division 2位
- 2011-2012

Northern Premier League Premier Division 5位